# Kerkhof van Bayenghem-lès-Seninghem

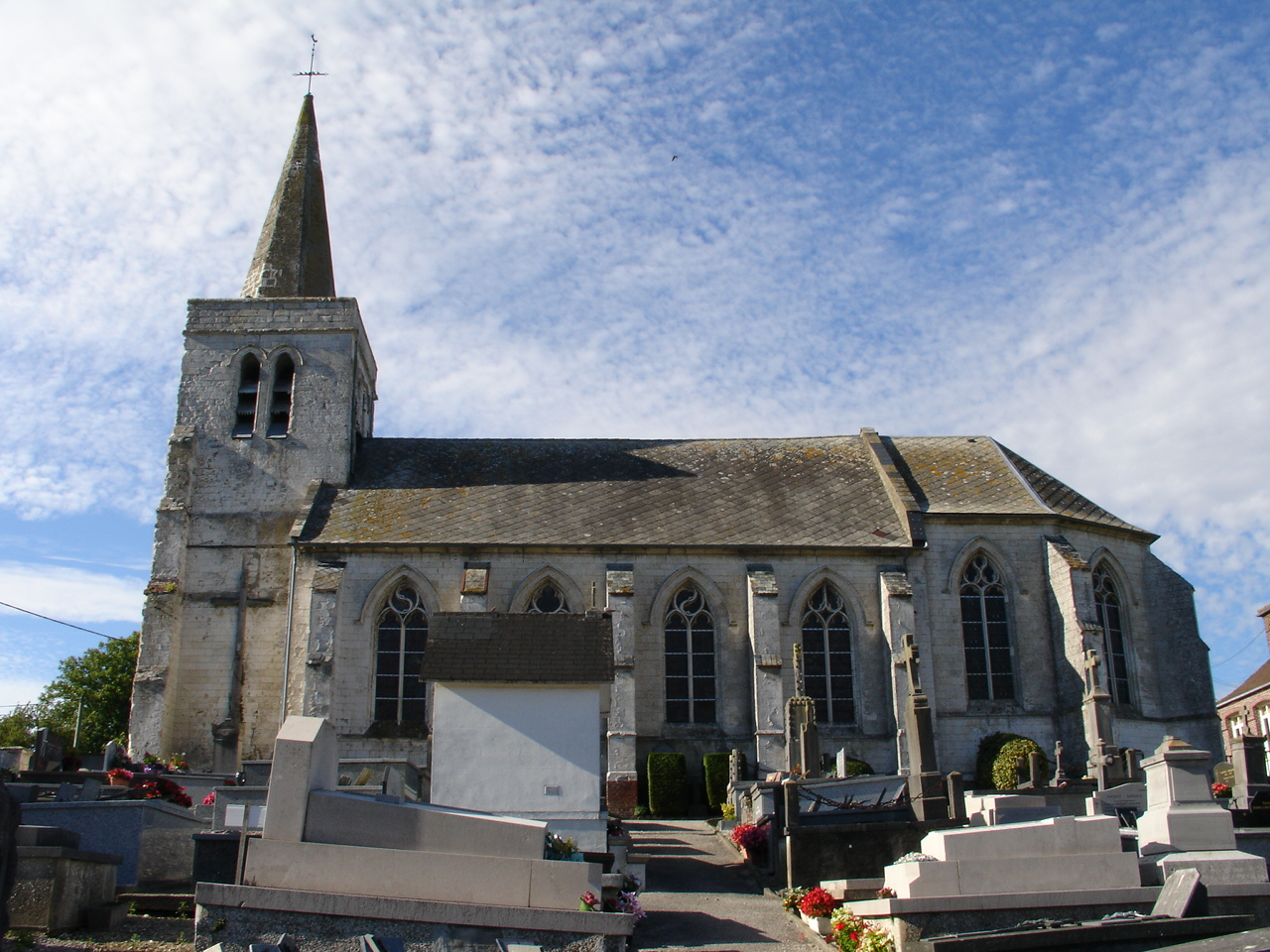
Het kerkhof met de kerk in de achtergrond

Het kerkhof van Bayenghem-lès-Seninghem is de begraafplaats gelegen bij de Église Saint-Martin in de plaats Bayenghem-lès-Seninghem het Franse departement Pas-de-Calais.

## Militaire graven
Op het kerkhof bevindt zich 4 geïdentificeerde Gemenebest militaire graven, waarvan 1 uit de Eerste en 3 uit de Tweede Wereldoorlog. De graven worden door de Commonwealth War Graves Commission, die de begraafplaats heeft ingeschreven als Bayenghem-les-Seninghem Churchyard.